# Pennybridge Pioneers
Pennybridge Pioneers jest czwartym albumem szwedzkiego punk rockowego zespołu Millencolin. Został wydany 22 lutego 2000. W Australii album ten sprzedał się w 35000 kopii i został nagrodzony złotą płytą. Było to pierwsze wyróżnienie tego zespołu w tej kategorii.
W 2000, utwór "No Cigar" został dołączony do gry komputerowej Tony Hawk’s Pro Skater 2. Także płyta z utworami z gry Tony Hawk’s Pro Skater 3 oraz inspirowanymi nią (CD Music From and Inspired by Tony Hawk’s Pro Skater 3) zawierała piosenkę "Pepper", mimo iż nie była ona dostępna w grze.

## Lista utworów
1. "No Cigar"
2. "Fox"
3. "Material Boy"
4. "Duckpond"
5. "Right About Now"
6. "Penguins And Polarbears" (VIDEO)
7. "Hellmen"
8. "Devil Me"
9. "Stop To Think"
10. "The Mayfly"
11. "Highway Donkey"
12. "A-Ten"
13. "Pepper"
14. "The Ballad"